# Kyaxares
Kyxares (?-585 f.Kr.) var storkonge af Mederriget og en af de største erobrere i Mediens historie.
Han kom på tronen i 625 f.Kr., efter at hans far, Fraortes, var faldet i kamp under en invasion af Assyrerriget samme år. Kyaxares gik straks i gang med at stabilisere den mediske nordvest front, der i de seneste år havde lidt under angreb fra skyterne. I samarbejde med kong Nabopolassar af Babylonien, erobrede han i 612 f.Kr. den assyriske hovedstad Nineveh og var dermed med til, at sætte et endeligt verdenshistorisk punktum for Assyrerriget. Kyaxares delte de assyriske besiddelser med babylonerne, og Kyaxares kunne derfor gøre sig til herre over det nordlige Mesopotamien og Assyrien.
Kyaxares gjorde sig til herre over de iranske folkeslag (inklusiv de persiske stammer), samtidig med at han erobrede det armenske rige Urartu.
Kyaxares gennemførte en militærreform, hvor han opdelte sin hær i forskellige våbenarter og dermed effektiviserede sin hær, der som man kan se på hans mange erobringer, var særdeles effektiv.
I 580'erne f.Kr. invaderede han Kappadokien, men her stødte han på modstand fra Lydiens ligeså ekspansionslystne konge, Alyattes, der var begyndt at støde frem øst på.
Den 28. maj 585 kom det til et stort slag ved floden Halys, men midt under slaget blev de afbrudt af en solformørkelse, som de begge så som et guddommeligt varsel. De valgte derfor at slutte fred og indgå en alliance, der blev beseglet med et ægteskab mellem Kyaxares søn Astyages og Alyattes datter.
Kyaxares døde kort tid efter på toppen af sin magt, som en af de mægtigste mænd i Nærorienten.
Udvalgt litteratur
Thomsen, Rudi: Det Persiske Verdensrige (Aarhus universitetsforlag, 1995)